# 信義商圈空橋系統

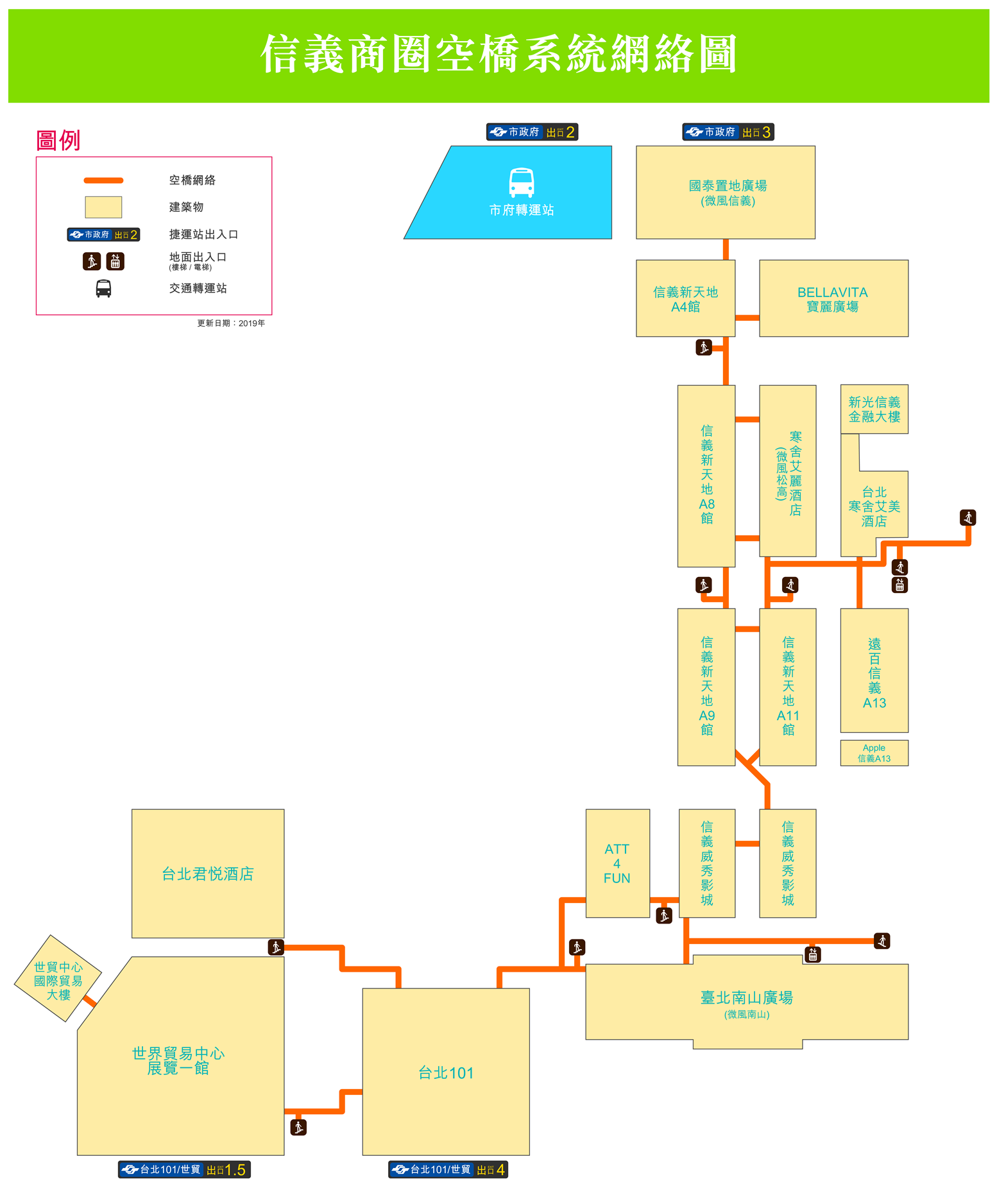
空橋系統示意圖

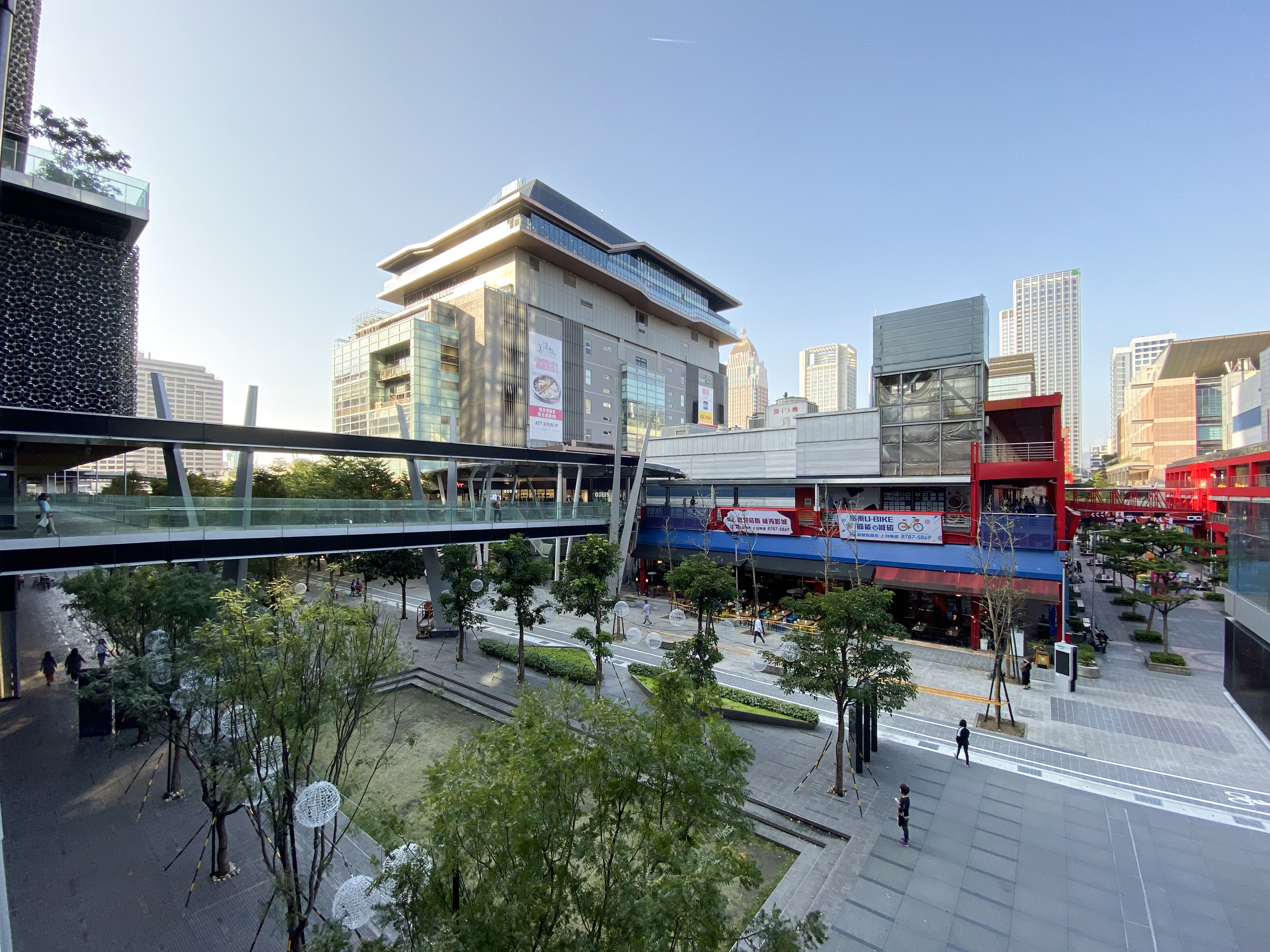
連接臺北南山廣場與信義威秀空橋

連接微風松高與新光三越台北信義新天地A11館的空橋

信義商圈空橋系統是位於臺灣臺北市的信義商圈內一系列人行天橋的總稱。

## 概述
由臺北市政府統籌規劃，連結了臺北世界貿易中心、臺北101、微風南山、ATT 4 FUN（前紐約紐約展覽購物中心）、臺北信義威秀影城、新光三越信義新天地、寶麗廣場、微風松高和微風信義、遠東百貨信義店A13等信義商圈重要設施，改善商圈內人車交織的情況，也讓民眾避免了日曬雨淋的麻煩。

## 規劃
雖然在信義商圈架設空橋系統的構想早醞釀已久，但直到2000年，臺北市政府都市發展局公告《信義計畫區第二次通盤檢討》計畫時，才確定實際興建的方案，並自2001年年底開始規劃，以美國明尼亞波利斯的空中通道系統做為參考，由張樞建築師事務所設計，於2004年底竣工啟用，並獲選為2005年第4屆臺北市都市設計景觀大獎首獎。

## 初期
主要由民間企業認養來興建並負責後續的維護，第一階段先施作連結了臺北101、臺北世界貿易中心、ATT 4 FUN、臺北信義威秀影城，第一期計畫完成後在ATT 4 FUN預留延伸空間。整個空橋系統長約2.293公里，其中由私人興建的部份有2.260公里、佔98.27%

## 後續
這座空橋後續的興建則是將新光三越信義新天地、寶麗廣場等百貨商圈串聯，如此可將步行街向上提至二樓，讓信義計畫區的商業活動更加立體化。二樓面空橋走廊的面向除了百貨櫥窗之外，亦可增加二樓的街邊店和增加連接各棟樓在二樓部分的開口通道，使樓上能完全不受車輛干擾，讓整區的經濟更加活絡，提供整個步行街豐富的空間層次感．此外空橋欄杆以玻璃圍籬，讓視野更加遼闊，再者此空橋還設有頂棚，懸掛在橋體之上，頂蓋內用發光二極體呈現的均勻的發光體，提供橋面照明且也更加美化整個信義商圈的夜間景觀。除A19商場與台北天空塔之外，其餘所有百貨商場均有空橋系統或地下連通道可使用。